# Lekce Faust
Lekce Faust je druhý dlouhometrážní film českého surrealistického režiséra Jana Švankmajera. Toto originální a imaginativní zpracování faustovského mýtu využívá motivy z děl Marlowa, Goetha, Grabbeho, Gounoda a z lidových loutkových her.
Film kombinuje stop motion animaci plastelíny a dalších objektů, loutkohru, pixilaci herců, hru herců s loutkovými maskami a živou hru herců. Film byl produkován Jaromírem Kallistou za přispění francouzských, německých a britských producentů. Hlavní roli Fausta ztvárnil Petr Čepek. Většina exteriérů byla natočena v Praze, některé v Kamenici u Prahy a v Lysé nad Labem. Všechny animace i pixilace prošly rukama animátora Bedřicha Glasera.
Mezi nejvýznamnější filmové ocenění patří Kristián za nejlepší animovaný film roku, Český lev za nejlepší výtvarný počin (Jan Švankmajer), za nejlepší zvuk (Ivo Špalj) a nejlepší mužský herecký výkon v hlavní roli (Petr Čepek).

## Komentář autora
Po cestě domů jsem uvažoval, o čem vlastně ten můj Faust je. O manipulaci. Jistě. Ale čím se liší například od Fausta Goethova nebo Marlowova? U Goetha a Grabbeho je Faust bouřící se „titán“. Romantický pohled na všemohoucnost poznání. U Grabbeho Mefisto dokonce v jedné chvíli zalituje, že Faust je jen člověk: „Je ve vás vskutku něco božského.“ U Goetha nakonec vezme Nebe Fausta na milost a čerti jsou v bitvě o mrtvé Faustovo tělo (a duši) anděly poraženi. U Marlowa a u lidového loutkáře (který ostatně z Marlowa vychází) jde o potrestání za vzpouru a hanobení Boha. V mém Faustovi nejde ani o výjimečnou osobnost (vždyť je do role Fausta vmanipulován a přicházejí další „Faustové“, vlastně role Fausta je nabízena na potkání každému, kdo si vezme leták), nejde ani o vzpouru (když, tak o vzpouru na kolenou). Faust je celou cestu „veden“, a to obrazně i doslovně. Za co je tedy potrestán? Jistě ne za své zločiny (Portugalsko?). Za hanobení Boha? Vždyť nemluví za sebe, text je evidentně napsal někdo jiný a on jej jen reprodukuje. Jeho disputace s Mefistem jsou divadlo nebo zkouška na divadlo, nikoliv realita. Faust v mém filmu tedy není romantický titán ani buřič, tím méně zločinec, je to „náhodný“ člověk, který se nechal vmanipulovat do tragické pozice (role) a tu poctivě odehraje až do hořkého konce. Jde vlastně o určitý paradox. Člověk je vmanipulován do tragické postavy Fausta (buřiče Fausta) a proti této manipulaci se ani nevzbouří.